# 3 f.Kr.
 For alternative betydninger, se 3 (flertydig). (Se også artikler, som begynder med 3)
| 3 f.Kr.            |
| ------------------ |
| Dødsfald - Fødsler |
|                    |